# Liste der Bodendenkmale in Thomasburg
In der Liste der Bodendenkmale in Thomasburg sind alle Bodendenkmale der niedersächsischen Gemeinde Thomasburg aufgelistet. Die Quelle ist der Denkmalatlas Niedersachsen. Der Stand der Liste ist der 28. Juli 2024.

## Allgemein
In den Spalten finden sich folgende Informationen des Bodendenkmales :
- Lage        : geographische Koordinaten
- Bezeichnung : Bezeichnung lt. Denkmalatlas
- Beschreibung: Beschreibung lt. Denkmalatlas
- ID          : Objekt-ID
- Bild        : Bild, ggf. zusätzlich mit Link zu weiteren Fotos im Medienarchiv Wikimedia Commons.

## Bavendorf
| Lage                         | Bezeichnung                 | Beschreibung | ID       | Bild |
| ---------------------------- | --------------------------- | --- | -------- | ---- |
| 53° 11′ 43″ N, 10° 37′ 5″ O  | Bavendorf 35, Grabhügel     | Oval, N-S orientiert, L. 12 m, Br. 9 m und H. 1,3 m. Rand abgesetzt. An der Oberfläche einige Tiergänge und Vertiefungen.                                                        | 28933674 | BW   |
| 53° 11′ 37″ N, 10° 36′ 48″ O | Bavendorf 40, Großsteingrab | Annähernd wannenförmiger Hügel (L. ca. 34 m; Br. ca. 10 m; H. ca. 1 m), SW-NO-orientiert. Zum NO-Ende hin vier große Granitblöcke.                                               | 28935636 |      |
| 53° 11′ 35″ N, 10° 36′ 49″ O | Bavendorf 41, Grabhügel     | Rund, Dm. 24,7 m und H. 1,5 m im Osten und bis zu 2,3 m im Westen. Kuppe abgeflacht und Rand abgesetzt. Im Bereich der Kuppe einige flache Kuhlen (von eingesackten Tierbauen?). | 28935637 | BW   |
| 53° 11′ 36″ N, 10° 36′ 46″ O | Bavendorf 42, Grabhügel     | Rund, Dm. 24 m und H. 1,3 m. Rand nach Norden und Westen abgesetzt, sonst läuft er aus. Kuppe abgeflacht.                                                                        | 28935638 | BW   |
| 53° 11′ 34″ N, 10° 36′ 55″ O | Bavendorf 43, Grabhügel     | Fast rund, Dm. ca. 10 m und H. ca. 0,3 m. Oberfläche wird von Pflanzfurchen durchzogen und faust- bis kopfgroße Granitsteine und Gesteinsgrus sichtbar.                          | 28935639 | BW   |
| 53° 11′ 37″ N, 10° 36′ 45″ O | Bavendorf 45, Grabhügel     | Fast rund, Dm. 14 m und H. ca. 0,3 m. Rand läuft aus. Oberfläche unregelmäßig, einige Vertiefungen stören. Einige bis kopfgroße Granitsteine.                                    | 28935641 | BW   |
| 53° 11′ 53″ N, 10° 37′ 43″ O | Bavendorf 46, Grabhügel     | Fast rund, Dm. 12 m und H. 0,7 m. Rand schwach abgesetzt und Kuppe durch eine Mulde gestört. Am Rand einige Granitsteine von verschiedener Größe.                                | 28935642 | BW   |
| 53° 11′ 59″ N, 10° 37′ 16″ O | Bavendorf 47, Grabhügel     | Fast rund, Dm. 11 m und H. 0,7 m. Kuppe abgeflacht. Im Südbereich eine NNO-SSW orientierte Fahrspur. Am SW-Rand ein Granitstein.                                                 | 28935643 | BW   |
| 53° 12′ 2″ N, 10° 37′ 13″ O  | Bavendorf 48, Grabhügel     | Im W ist ca. 1/3 durch alte Sandentnahme abgetragen. Daher heute oval, N-S orientiert, L. 18 m und Br. 14 m. H. 1,3 m. Am O-Rand durch eine Eingrabung gestört.                  | 28935644 | BW   |
| 53° 11′ 58″ N, 10° 37′ 8″ O  | Bavendorf 49, Grabhügel     | Fast rund, Dm. 19 m und H. 1,5 m. Rand abgesetzt und Kuppe durch weite Mulde gestört. O-W orientierte Fahrspur und am SO-Rand durch einen Baumwurf gestört.                      | 28935645 | BW   |

### Bavendorf 1
Östlich oberhalb des Mausetals liegt ein Grabhügelfeld mit einem größeren Grabhügel (FStNr. 4: Dm. 22 m; H. 2,5 m) und 33 kleineren Grabhügeln (Dm. 3–12 m; meist ca. 5–7 m). Die meisten Hügel sind rund, einige auf Grund randlicher Beschädigungen oval. Die Hügel liegen dicht beieinander und überschneiden sich sogar zum Teil. An den Hügelrändern lassen sich vielfach ringgrabenartige Vertiefungen (Reste von Materialentnahmegräben) beobachten.

| Lage                         | Bezeichnung  | Beschreibung | ID       | Bild |
| ---------------------------- | ------------ | --- | -------- | ---- |
| 53° 11′ 43″ N, 10° 37′ 16″ O | Bavendorf 1  | Rund, Dm. 6 m und H. 0,45 m. | 28932534 | BW   |
| 53° 11′ 43″ N, 10° 37′ 16″ O | Bavendorf 2  | Rund, Dm. 6 m und H. 0,45 m. | 28932536 | BW   |
| 53° 11′ 43″ N, 10° 37′ 16″ O | Bavendorf 3  | Dm. 7,5 m und H. 0,6 m. Rand schwach abgesetzt und am N- und W-Rand flache, ringgrabenförmige Eintiefung.                                                                              | 28932538 | BW   |
| 53° 11′ 43″ N, 10° 37′ 16″ O | Bavendorf 4  | Dm. 22 m und 2,5 m hoch. Rand ist abgesetzt und im NW zu ca. 1/5 abgetragen. Hier einige Steine sichtbar.                                                                              | 28932540 | BW   |
| 53° 11′ 43″ N, 10° 37′ 16″ O | Bavendorf 5  | Fast rund, Dm. 5 m und H. 0,45 m. Rand auslaufend. | 28932542 | BW   |
| 53° 11′ 43″ N, 10° 37′ 15″ O | Bavendorf 6  | Dm. 7 m und H. on 0,6 m. Rand abgesetzt. Am O- und SW-Rand flache, ringgrabenförmige Eintiefungen.                                                                                     | 28933428 | BW   |
| 53° 11′ 43″ N, 10° 37′ 15″ O | Bavendorf 7  | Dm. 6 m und H. 0,7 m. Rand abgesetzt. | 28933430 | BW   |
| 53° 11′ 43″ N, 10° 37′ 15″ O | Bavendorf 8  | Dm. 6 m und H. 0,6 m. Rand läuft aus. Schwache Eintiefungen stören die Oberfläche und am NO- und NW-Rand ringgrabenförmige Eintiefungen.                                               | 28933432 | BW   |
| 53° 11′ 42″ N, 10° 37′ 15″ O | Bavendorf 9  | Annähernd rund, Dm. 7 m und H. 0,6 m. Rand abgesetzt. Einige Tierbaue stören. Ringgrabenförmige Eintiefung umgibt den Hügel partiell.                                                  | 28933528 | BW   |
| 53° 11′ 42″ N, 10° 37′ 15″ O | Bavendorf 10 | Dm. 5 m und H. 0,3 m. Rand schwach abgesetzt und am N-Rand ringgrabenförmige Eintiefung.                                                                                               | 28933530 | BW   |
| 53° 11′ 41″ N, 10° 37′ 14″ O | Bavendorf 11 | Ehemals rund, heute annähernd oval, O-W orientiert. L. 4 m; Br. 3 m; H. 0,4 m. Am NO- und W-Rand ringgrabenförmige Eintiefungen.                                                       | 28933532 | BW   |
| 53° 11′ 43″ N, 10° 37′ 14″ O | Bavendorf 12 | Fast rund, Dm. 9,5 m und H. 0,9 m. Kuppe abgeflacht und der Rand abgesetzt. Am N-, O- und W-Rand ringgrabenförmige Eintiefungen. Durch Tiergänge gestört.                              | 28933534 | BW   |
| 53° 11′ 43″ N, 10° 37′ 14″ O | Bavendorf 13 | Dm. 6 m und H. 0,4 m. Rand schwach abgesetzt. Am O- und NW-Rand ringgrabenförmige Eintiefungen. In der Kuppe eine Eingrabung.                                                          | 28933536 | BW   |
| 53° 11′ 43″ N, 10° 37′ 13″ O | Bavendorf 14 | Dm. 6 m und H. 0,6 m. Rand schwach abgesetzt. Am SW-Rand ringgrabenförmige Eintiefung.                                                                                                 | 28933538 | BW   |
| 53° 11′ 42″ N, 10° 37′ 13″ O | Bavendorf 15 | Dm. 9,5 m und H. 1,2 m. Rand läuft nach S hin aus. Am N-, O- und W-Rand ringgrabenförmige Eintiefungen.                                                                                | 28933540 | BW   |
| 53° 11′ 43″ N, 10° 37′ 13″ O | Bavendorf 16 | Schwach oval, NO-SW orientiert, L. 7 m und Br. 6 m, H. 0,7 m. Schwach abgesetzter Rand. Am NW- und SO-Rand ringgrabenförmige Eintiefungen. Einige faustgroße Granitsteine.             | 28933542 | BW   |
| 53° 11′ 42″ N, 10° 37′ 12″ O | Bavendorf 17 | Dm. ca. 6 m und ca.0,5 m hoch. Kuppe abgeflacht und der Rand läuft aus. Am NO-Rand durch Sandentnahme gestört.                                                                         | 28933544 | BW   |
| 53° 11′ 43″ N, 10° 37′ 12″ O | Bavendorf 18 | Dm. ca. 6 m und ca.0,5 m hoch. Kuppe abgeflacht und der Rand läuft aus. Am NO-Rand durch Sandentnahme gestört.                                                                         | 28933546 | BW   |
| 53° 11′ 44″ N, 10° 37′ 12″ O | Bavendorf 19 | Dm. 6 m und 0,6 m hoch. Rand nach S aus und ist sonst abgesetzt. Am W- und O-Rand ringgrabenförmige Eintiefungen.                                                                      | 28933548 | BW   |
| 53° 11′ 43″ N, 10° 37′ 12″ O | Bavendorf 20 | Dm. 7 m und H. 0,6 m. Rand abgesetzt. Am NW- und SO-Rand ringgrabenförmige Eintiefungen.                                                                                               | 28933550 | BW   |
| 53° 11′ 43″ N, 10° 37′ 12″ O | Bavendorf 21 | Dm. 7 m und H. 0,7 m. Rand abgesetzt. Am O- und W-Rand ringgrabenförmige Eintiefungen. Durch Tierbaue gestört.                                                                         | 28933552 | BW   |
| 53° 11′ 42″ N, 10° 37′ 12″ O | Bavendorf 22 | Dm. 7 m und 0,55 m hoch. Kuppe abgeflacht und Rand abgesetzt. Am NW- und SO-Rand ringgrabenförmige Eintiefungen.                                                                       | 28933554 | BW   |
| 53° 11′ 43″ N, 10° 37′ 12″ O | Bavendorf 23 | Leicht oval, NO-SW orientiert, L. 8,5 m, Br. 6,5 m und 0,6 m hoch. Kuppe abgeflacht und Rand läuft nach S aus. Sonst abgesetzt. Am O-, NW- und SW-Rand ringgrabenförmige Eintiefungen. | 28933556 | BW   |
| 53° 11′ 43″ N, 10° 37′ 11″ O | Bavendorf 24 | Dm. 6,5 m und H. 0,6 m. Rand schwach abgesetzt. Am NW- und NO-Rand ringgrabenförmige Eintiefung.                                                                                       | 28933652 | BW   |
| 53° 11′ 43″ N, 10° 37′ 11″ O | Bavendorf 25 | Dm. 7 m und H. 0,9 m. Rand abgesetzt. Am NW- und SO-Rand ringgrabenförmige Eintiefungen.                                                                                               | 28933654 | BW   |
| 53° 11′ 42″ N, 10° 37′ 11″ O | Bavendorf 26 | Dm. 6 m und H. 0,7 m. Kuppe abgeflacht und der Rand läuft nach S aus, sonst abgesetzt. Am NO- und SW-Rand ringgrabenförmige Eintiefung.                                                | 28933656 | BW   |
| 53° 11′ 43″ N, 10° 37′ 10″ O | Bavendorf 27 | Fast rund, Dm. 6 m und H. 0,35 m. Kuppe abgeflacht und Rand schwach abgesetzt. Am NW- und SO-Rand flache ringgrabenförmige Eintiefungen. Fahrspur.                                     | 28933658 | BW   |
| 53° 11′ 44″ N, 10° 37′ 11″ O | Bavendorf 28 | Fast rund, Dm. 8 m (O-W) bis 9 m (N-S) und H. von 0,45 m. Rand abgesetzt. Am W- und O-Rand flache ringgrabenförmige Eintiefung. Fahrspur und in der Kuppe flache Mulde.                | 28933660 | BW   |
| 53° 11′ 41″ N, 10° 37′ 15″ O | Bavendorf 29 | Oval, N-S orientiert. L. 8,5 m; Br. 6 m; H. 0,4 m. Rand abgesetzt. Am W- und O-Rand flache ringgrabenförmige Eintiefungen.                                                             | 28933662 | BW   |
| 53° 11′ 41″ N, 10° 37′ 15″ O | Bavendorf 30 | Wird im SO von Weg angeschnitten, daher heute oval. NO-SW orientiert, L. 7 m, Br. 5 m und H. rund 0,55 m. Am NW- und NO-Rand ringgrabenförmige Eintiefungen.                           | 28933664 | BW   |
| 53° 11′ 41″ N, 10° 37′ 15″ O | Bavendorf 31 | Im SO von Weg angeschnitten, daher heute oval und NO-SW orientiert, L. 7 m, Br. 5 m 0,5 m hoch. Am S-Rand ein Granitstein.                                                             | 28933666 | BW   |
| 53° 11′ 41″ N, 10° 37′ 15″ O | Bavendorf 32 | Schwach oval, N-S orientiert, L. 6 m, Br. 5 m und H. 0,3 m. Am W- und O-Rand flache ringgrabenförmige Eintiefung.                                                                      | 28933668 | BW   |
| 53° 11′ 42″ N, 10° 37′ 14″ O | Bavendorf 33 | Rund. Dm. 7,5 m; H. ca. 0,3 m. Rand schwach abgesetzt. Innenbereich ausgekoffert, Böschung als Erdring erhalten.                                                                       | 28933670 | BW   |
| 53° 11′ 42″ N, 10° 37′ 14″ O | Bavendorf 34 | Fast rund, Dm. 6,5 m und H. 0,4 m. Rand läuft nach SW aus, sonst schwach abgesetzt; Kuppe abgeflacht.                                                                                  | 28933672 | BW   |

## Radenbeck
| Lage                         | Bezeichnung                 | Beschreibung | ID       | Bild |
| ---------------------------- | --------------------------- | --- | -------- | ---- |
| 53° 12′ 9″ N, 10° 37′ 14″ O  | Radenbeck 10, Grabhügel     | Nordnordost-Südsüdwest orientiert, L. 31 m; Br. 8 m; H. 0,8 m. Rand auslaufend und Nordost-Bereich leicht abgeflacht. Eventuell handelt es sich hierbei um ein intaktes Hünenbett.           | 28932871 | BW   |
| 53° 12′ 7″ N, 10° 37′ 11″ O  | Radenbeck 60, Grabhügel     | Fast rund, Dm. 18 m; H. 1,4 m. Rand abgesetzt, Kuppe abgeflacht. Am Süd-Rand alte Mulde und sieben Granitsteine sichtbar.                                                                    | 28930416 | BW   |
| 53° 12′ 25″ N, 10° 38′ 19″ O | Radenbeck 63, Großsteingrab | NW-SO ausgerichtet, Länge NW-SO rund 12,5 m, Breite SW-NO rund 8 m, Höhe ca. 0,6 m. Reste einer ehemals vermutlich dreijochigen Kammer von ca. 3,5-4 m Länge und 1,5-2 m Breite (Außenmaße). | 28918081 | BW   |

### Radenbeck 1
Nordwestlich von Radenbeck, südsüdwestlich von Wennekath und westlich oberhalb der Niederung des Mausetalbaches liegt ein Gräberfeld bestehend aus einem Hünenbett (FStNr. 1) und – westlich daran anschließend – 10 Grabhügeln unterschiedlicher Größe: FStNr. 2, 3, 5–7, 22 mit Dm. von 17–27 m; FStNr. 4 und 23 mit Dm. von 12–13 m; bei den heute ovalen Grabhügeln FStNr. 8 und 9 handelt es sich vielleicht um Doppelhügel mittlerer Größe (L. 18–18,5 m; Br. 11–14 m). Die meisten Hügel dieser Gruppe dürften zu einem Typ größerer (endneolithischer – frühbronzezeitlicher) Hügel gehören, der innerhalb der Gattung der Grabhügel relativ selten erhalten ist. Dafür spricht auch die Nachbarschaft zum Großsteingrab FStNr. 1.

| Lage                         | Bezeichnung                | Beschreibung | ID       | Bild |
| ---------------------------- | -------------------------- | --- | -------- | ---- |
| 53° 13′ 41″ N, 10° 37′ 21″ O | Radenbeck 1, Großsteingrab | | 28932760 |      |
| 53° 13′ 42″ N, 10° 37′ 17″ O | Radenbeck 2                | Fast rund, Dm. 21 m; H. 2,4 m. Rand abgesetzt, Oberfläche unregelmäßig. In der Oberfläche mehrere tiefe Eingrabungen und randliche Gräben (z.T. vermutlich zur Steingewinnung).                                      | 28932762 | BW   |
| 53° 13′ 43″ N, 10° 37′ 19″ O | Radenbeck 3                | Rund, Dm. 21,5 m; H. 1,9 m. Rand abgesetzt, Oberfläche unregelmäßig. In der Kuppe zwei größere Vertiefungen, weitere große flache Kuhlen auf der gesamten Böschung.                                                  | 28932764 | BW   |
| 53° 13′ 42″ N, 10° 37′ 20″ O | Radenbeck 4                | Rund, Dm. 13 m; H. 1,2 m. Rand abgesetzt, Oberfläche unregelmäßig. Darin mehrere grabenförmige Vertiefungen sowie eine Eingrabung von ca. 6 m L. und 2 m Br.                                                         | 28932766 | BW   |
| 53° 13′ 41″ N, 10° 37′ 16″ O | Radenbeck 5                | Rund, Dm. 19,5 m; H. 1,85 m. Rand abgesetzt. Oberfläche unregelmäßig, darin mehrere flache Eingrabungen. Am West-Rand ein Granitfindling.                                                                            | 28932768 | BW   |
| 53° 13′ 40″ N, 10° 37′ 16″ O | Radenbeck 6                | Oval, Südsüdwest-Nordnordost orientiert, L 27 m; Br. 16,5 m; H. 1,8 m. Rand abgesetzt. Oberfläche unregelmäßig, in der Kuppe große, weite Mulde und auf der Böschung kleinere Eingrabungen.                          | 28932770 | BW   |
| 53° 13′ 40″ N, 10° 37′ 17″ O | Radenbeck 7                | Rund, Dm. 19 m; H. 1,7 m. Rand abgesetzt. An der Oberfläche einige flache Mulden und am Südost-Rand grabenförmige Eingrabungen. Am Nordwest- und am Süd-Rand je ein Granitbrocken.                                   | 28932772 | BW   |
| 53° 13′ 44″ N, 10° 37′ 16″ O | Radenbeck 8                | Oval, Nord-Süd orientiert, L. 18,5 m; Br. 11 m; H. 1,2 m. Kuppe abgeflacht, Rand abgesetzt. In der Kuppe mehrere Eingrabungen und auf der Böschung kleinere grabenförmige Abgrabungen. Am Nord-Rand ein Granitstein. | 28932774 | BW   |
| 53° 13′ 45″ N, 10° 37′ 16″ O | Radenbeck 9                | Von Norden her große tiefe Auskofferung, heute halbkreisförmig und Ost-West orientiert. L. 18 m; Br. noch 14 m; H. 1,3 m. Im Südwesten große Eingrabung und im Südosten grabenförmige Vertiefungen.                  | 28932776 | BW   |
| 53° 13′ 43″ N, 10° 37′ 17″ O | Radenbeck 22               | Rund, Dm. 17 m; H. noch 0,75 m. In der Mitte große Eingrabung (L. 8 m; Br. 3 m). Am Südost-Rand zwei gesprengte Granitfindlinge, am Süd-Rand ein Granitfindling und am Nord-Rand einige größere Findlingsbrocken.    | 28932899 | BW   |
| 53° 13′ 42″ N, 10° 37′ 14″ O | Radenbeck 23               | Süd-Rand durch Acker angeschnitten, heute oval und Ost-West orientiert. Länge 12 m; Breite 10 m; Höhe bis 0,6 m. Oberfläche unregelmäßig, darin mehrere Eingrabungen und der West-Rand abgegraben.                   | 28932901 | BW   |

### Radenbeck 15
Südsüdwestlich von Radenbeck, 280–420 m nördlich der Straße Lüneburg-Dahlenburg (B 216) und 200–350 m östlich des Mausetal-Baches liegt an einem flachen West bis Süd-Hang eine Gruppe von acht runden und zwei ovalen Grabhügeln. Die Rundhügel haben Durchmesser von 7 bis ca. 15 m und 0,4–1 m Höhe. Der Ovalhügel FStNr. 41 (Länge ca. 15 m; Breite 9 m; Höhe bis 0,6 m) ist Nord-Süd orientiert. FStNr. 42 (Länge 9,5 m; Breite 8 m; Höhe 0,8 m) ist Ost-West orientiert.

| Lage                         | Bezeichnung  | Beschreibung | ID       | Bild |
| ---------------------------- | ------------ | --- | -------- | ---- |
| 53° 12′ 16″ N, 10° 37′ 3″ O  | Radenbeck 15 | Rund, Durchmesser 12,5 m; Höhe 0,8 m. Rand abgesetzt und im Nordosten angegraben. Am Südwest-Rand eine Kuhle. | 28932885 | BW   |
| 53° 12′ 16″ N, 10° 37′ 1″ O  | Radenbeck 16 | Rund, Dm. 8,5 m; H. 0,4 m. Kuppe abgeflacht. | 28932887 | BW   |
| 53° 12′ 18″ N, 10° 36′ 59″ O | Radenbeck 17 | Rund, Dm. 9 m; H. 0,7 m. Rand abgesetzt. | 28932889 | BW   |
| 53° 12′ 15″ N, 10° 36′ 57″ O | Radenbeck 18 | Rund, Dm. 14,5 m; H. 1 m. In der Kuppe eine Vertiefung, auf der Böschung mehrere flache Mulden. | 28932891 | BW   |
| 53° 12′ 14″ N, 10° 36′ 59″ O | Radenbeck 19 | Rund, Dm. 9,5 m; H. 0,7 m. Südlich der Mitte sowie am Nord- und am West-Rand flache Vertiefungen. | 28932893 | BW   |
| 53° 12′ 19″ N, 10° 36′ 57″ O | Radenbeck 39 | Fast rund, Dm. ca. 15 m; H. 0,7 m. Rand auslaufend. Oberfläche unregelmäßig, in der Mitte weite Mulde, mehrere Kuhlen, besonders im Nord-Bereich und am Nordwest-Rand. Nord-Süd verlaufende Pflanzfurchen. Einige bis kopfgroße Granitsteine. | 28933122 | BW   |
| 53° 12′ 17″ N, 10° 36′ 57″ O | Radenbeck 40 | Rund, Dm. 7 m; H. 0,5 m. Am Ost- und West-Rand jeweils eine flache Kuhle. Von flachen Pflanzfurchen überzogen. | 28933124 | BW   |
| 53° 12′ 17″ N, 10° 36′ 57″ O | Radenbeck 41 | Oval, Nord-Süd orientiert, L. ca. 15 m; Br. 9 m; H. bis 0,6 m. Rand auslaufend. Oberfläche durch mehrere Kuhlen stark gestört. Flache Pflanzfurchen. Vereinzelt faustgroße Granitsteine.                                                      | 28933126 | BW   |
| 53° 12′ 16″ N, 10° 36′ 57″ O | Radenbeck 42 | Leicht oval, Ost-West orientiert, L. 9,5 m; Br. 8 m; H. 0,8 m. Am Südwest-Rand einige bis kopfgroße Granitsteine. | 28933128 | BW   |
| 53° 12′ 16″ N, 10° 36′ 58″ O | Radenbeck 43 | Rund, Dm. 8,5 m; H. 1 m. Rand abgesetzt. | 28933130 | BW   |

### Radenbeck 24
Ca. 2,5 km nordnordwestlich von Radenbeck, 900 m nordnordwestlich von Wennekath und nördlich oberhalb der feuchten Aue des St. Vitusbaches liegt in ebenem, nach Süden und Westen schwach geneigtem Gelände eine Gruppe von elf runden und zwei ovalen (Ost-West orientierten) Grabhügeln. Durchmesser der Rundhügel 11,5–16 m; Höhe 0,4 2 m. Länge der ovalen Hügel (FStNr. 27, 29) 12,5 bzw. 25 m; Breite 7 bzw. 18 m; Höhe ca. 1 bzw. ca. 1,5 m. Einzelne Hügel weisen unterschiedlich starke Beschädigungen auf. Innerhalb des Grabhügelfeldes und westlich von Grabhügel FStNr. 32 verlaufen Nordost-Südwest und Nordnordwest-Südsüdost orientierte Wegespuren (FStNr. 54).

| Lage                         | Bezeichnung  | Beschreibung | ID       | Bild |
| ---------------------------- | ------------ | --- | -------- | ---- |
| 53° 14′ 45″ N, 10° 37′ 20″ O | Radenbeck 24 | Rund, Dm. 14,5 m; H. 1,2 m. Rand nach Süden auslaufend, sonst abgesetzt. In der Mitte eine Mulde. | 28932998 | BW   |
| 53° 14′ 45″ N, 10° 37′ 19″ O | Radenbeck 25 | Rund, Dm. 14,5 m; H. 1 m. Rand im Nordwesten angegraben, am West-Rand flache Einkuhlung und am Süd-Rand Fahrspur. | 28933000 | BW   |
| 53° 14′ 44″ N, 10° 37′ 19″ O | Radenbeck 26 | Rund, Dm. ca. 11 m; H. ca. 0,4 m. Oberfläche sehr unregelmäßig und Kuppe abgetragen. Holzrückspur. | 28933002 | BW   |
| 53° 14′ 44″ N, 10° 37′ 18″ O | Radenbeck 27 | Oval, Ost-West orientiert, L. 12,5 m; Br. 7 m; H. ca. 1 m. Rand im Osten abgegraben und versteilt. | 28933004 | BW   |
| 53° 14′ 44″ N, 10° 37′ 18″ O | Radenbeck 28 | Rund, Dm. 13 m; H. ca. 1 m. Oberfläche unregelmäßig, Kuppe abgeflacht und nach Norden abgeschrägt. Rand nach Süden auslaufend, sonst abgesetzt. | 28933006 | BW   |
| 53° 14′ 46″ N, 10° 37′ 17″ O | Radenbeck 29 | Oval, Ost-West orientiert, L. 25 m; Br. 18 m; H. ca. 1,5 m. Rand auslaufend. Oberfläche unregelmäßig, darin große flache muldenartige Eintiefung, einige Einkuhlungen und umlaufende Eingrabungen im Nord und Ost-Rand.                                                | 28933008 | BW   |
| 53° 14′ 44″ N, 10° 37′ 17″ O | Radenbeck 30 | Fast rund, Dm. ca. 14 m; H. ca. 1,4 m. Rand überwiegend abgesetzt, nur nach Südosten auslaufend. Am Nord- und West-Rand Wegespuren. | 28933010 | BW   |
| 53° 14′ 45″ N, 10° 37′ 16″ O | Radenbeck 31 | Rund, Dm. 16 m; H. 1,3 m. Kuppe abgeflacht. In der Mitte alte Eingrabung von 2,5 m Dm. und 0,5 m T., in südlicher und östlicher Böschung Abtragungen. | 28933012 | BW   |
| 53° 14′ 45″ N, 10° 37′ 13″ O | Radenbeck 32 | Rund, Dm. 11,5 m; H. ca. 2 m. Oberfläche unregelmäßig, südwestlich der Mitte sich tiefe Eingrabung. Am Südwest-Rand Nordnordwest-Südsüdost verlaufende Wegespuren. | 28933014 | BW   |
| 53° 14′ 46″ N, 10° 37′ 15″ O | Radenbeck 33 | Rund, Dm. 13 m; H. ca. 1,3 m. Oberfläche unregelmäßig. Kuppe abgeflacht und nach Südwesten geneigt, in der Kuppe flache weite Eingrabung und darin vier kleine tiefe Löcher. Süd-Rand teilweise angegraben und am Nord-Rand Fahrspur.                                  | 28933016 | BW   |
| 53° 14′ 47″ N, 10° 37′ 14″ O | Radenbeck 34 | Rund, Dm. 13 m; H. ca. 1,0 m. Kuppe abgeflacht. | 28933018 | BW   |
| 53° 14′ 47″ N, 10° 37′ 15″ O | Radenbeck 35 | Rund, Dm. 11,5 m; H. ca. 0,9 m. Kuppe abgeflacht. | 28933020 | BW   |
| 53° 14′ 48″ N, 10° 37′ 14″ O | Radenbeck 36 | Dm. 14,5 m; H. ca. 1 m. Der Nord-Teil ist fast bis zur Mitte durch West-Ost verlaufenden Waldweg abgetragen, der nördliche Hügelfuß ist noch erhalten und das Zentrum ist ungestört. Rand abgesetzt. Auf der Sohle des Weges einige faust- bis kopfgroße Granitsteine. | 28933022 | BW   |

## Thomasburg
| Lage                         | Bezeichnung              | Beschreibung | ID       | Bild |
| ---------------------------- | ------------------------ | --- | -------- | ---- |
| 53° 13′ 20″ N, 10° 39′ 57″ O | Thomasburg 8, Grabhügel  | L. ca. 15 m; H. ca. 1,2 m. An der Oberfläche einige Granitfindlinge. | 28932058 | BW   |
| 53° 14′ 43″ N, 10° 40′ 29″ O | Thomasburg 20, Grabhügel | Dm. 16 m; H. 1,2 m. Nördlich und westlich der Mitte große tiefe Eingrabungen und südlich der Mitte große flache Eintiefung. | 28932171 | BW   |
| 53° 13′ 52″ N, 10° 39′ 29″ O | Thomasburg 22, Burg      | Die Thomasburg liegt auf einem Sporn, der in die feuchte Neetze-Niederung hinein ragt. Die ovale Burgfläche von 120 × 90 m Größe ist im Süden, Westen und Nordwesten durch steile Böschungen geschützt. Im Osten durch Abschnittswall mit vorgelagertem Graben befestigtDer Wall ist auf ca. 120 m Länge und dabei bis 25 m breit und 7 m hoch erhalten. Streckenweise durch jüngere Bautätigkeiten gestört. | 28932175 | BW   |

### Thomasburg 3
Ca. 1 km südlich von Thomasburg, ca. 250 m südwestlich der Neetze liegt oberhalb der Niederung, in leicht nach Nordosten geneigtem Gelände eine Gruppe von vier Grabhügeln. Dm. 12–24 m; H. 0,6–2 m.

| Lage                         | Bezeichnung  | Beschreibung | ID       | Bild |
| ---------------------------- | ------------ | --- | -------- | ---- |
| 53° 13′ 23″ N, 10° 39′ 45″ O | Thomasburg 3 | Oval, Nord-Süd orientiert, L. 23 m; Br. 18 m; H. 2 m. Rand abgesetzt. Einige Eingrabungen, bis überkopfgroße Granitsteine sichtbar. | 28932050 | BW   |
| 53° 13′ 24″ N, 10° 39′ 45″ O | Thomasburg 4 | Dm. 15 m; H. 1,3 m. Rand abgesetzt. Oberfläche zerwühlt. In der Mitte eine längliche (Ost-West orientierte) Eingrabung (L. 5 m; Br. 1,5 m.), in der nordwestlichen Böschung weitere Eingrabung (Dm. 2 m) und mehrere flachere Vertiefungen. | 28932052 | BW   |
| 53° 13′ 23″ N, 10° 39′ 46″ O | Thomasburg 5 | Fast rund, Dm. ca. 14 m; H. 0,75 m. Rand st auslaufend, am West-Rand ein Planierstreifen und eine Fahrspur. In den Randbereichen wenige Granitsteine.                                                                                       | 28932054 | BW   |
| 53° 13′ 21″ N, 10° 39′ 44″ O | Thomasburg 6 | Rund, Dm. 12 m; H. 0,6 m. Rand auslaufend, am Nordost-Rand eine flache Einkuhlung. An der Oberfläche zahlreiche (wohl in der Umgebung aufgelesene) Feldsteine. Nördlich sechs Findlinge und ein Quarzit Brocken.                            | 28968498 | BW   |

### Thomasburg 10
Ca. 1200 m südlich von Thomasburg, knapp 300 m südwestlich der Neetze liegt oberhalb der Niederung an einem West- bis Nordwest-Hang eine Gruppe von zehn Grabhügeln. Durchmesser 6–12 m; Höhe 0,35–1,2 m. Die Hügel liegen dicht beieinander und sind teilweise beschädigt. Auch in der Fläche zwischen den Hügeln befinden sich zahlreiche muldenartige Eingrabungen.

| Lage                         | Bezeichnung   | Beschreibung | ID       | Bild |
| ---------------------------- | ------------- | --- | -------- | ---- |
| 53° 13′ 19″ N, 10° 39′ 55″ O | Thomasburg 10 | Fast rund, Dm. ca. 12 m; H. 0,5 m. Rand auslaufend. | 28968500 | BW   |
| 53° 13′ 19″ N, 10° 39′ 56″ O | Thomasburg 11 | Rund, Dm. 8 m; H. 0,8 m. Deutlich abgesetzt. In der Mitte eine Eingrabung (L. ca. 2 m; Br. ca. 1,5 m; T. 0,8 m).                                                                             | 28932153 | BW   |
| 53° 13′ 19″ N, 10° 39′ 57″ O | Thomasburg 12 | Fast rund, Dm. 8,5 m; H. 0,5 m. Rand auslaufend. Die Oberfläche unregelmäßig, darin mehrere Eingrabungen.                                                                                    | 28932155 | BW   |
| 53° 13′ 19″ N, 10° 39′ 58″ O | Thomasburg 13 | Rund, Dm. 10,5 m; H. 1,2 m. Kuppe abgeflacht. Rand im Süden und Osten abgesetzt und im Norden und Westen deutlich abgesetzt. Böschung im Westen und Norden unregelmäßig, darin Eingrabungen. | 28932157 | BW   |
| 53° 13′ 18″ N, 10° 39′ 58″ O | Thomasburg 14 | Rund, Dm. 6,5 m; H. 1 m. Rand abgesetzt. In der Mitte knietiefe Eingrabung (Dm. ca. 1 m). Von Nordnordost und Südsüdwest stößt ein kleiner Graben an den Hügel an.                           | 28932159 | BW   |
| 53° 13′ 18″ N, 10° 39′ 58″ O | Thomasburg 15 | Rund, Dm. 8,5 m; H. 0,55 m. Rand abgesetzt. Oberfläche unregelmäßig, darin mehrere flache Eintiefungen.                                                                                      | 28932161 | BW   |
| 53° 13′ 18″ N, 10° 39′ 57″ O | Thomasburg 16 | Fast rund, Dm. 8,5 m; H. bis zu 0,5 m. Rand auslaufend und die Oberfläche sehr unregelmäßig. Mehrere ältere flache Mulden.                                                                   | 28932163 | BW   |
| 53° 13′ 18″ N, 10° 39′ 57″ O | Thomasburg 17 | Fast rund, Dm. 7 m; H. 0,45 m. In der Mitte eine Eingrabung (L. ca. 2 m; Br. ca. 1,5 m; T. ca. 0,6 m).                                                                                       | 28932165 | BW   |
| 53° 13′ 18″ N, 10° 39′ 56″ O | Thomasburg 18 | Rund, Dm. 7 m; H. 0,4 m. Rand auslaufend. Am West- und Nord-Rand flache Mulden und die Oberfläche ist unregelmäßig.                                                                          | 28932167 | BW   |
| 53° 13′ 18″ N, 10° 39′ 56″ O | Thomasburg 19 | Rund, Dm. 6 m; H. ca. 0,35 m. Rand auslaufend und die Oberfläche unregelmäßig. | 28932169 | BW   |